# Ruschieae
Ruschieae Schwantes, 1962 è una tribù di piante succulente della famiglia delle Aizoacee.

## Tassonomia
La tribù comprende i seguenti generi:
- Acrodon N.E.Br.
- Aloinopsis Schwantes
- Amphibolia L.Bolus ex Herre
- Antegibbaeum Schwantes ex C.Weber
- Antimima N.E.Br.
- Argyroderma N.E.Br.
- Astridia Dinter
- Bergeranthus Schwantes
- Braunsia Schwantes
- Brianhuntleya Chess., S.A.Hammer & I.Oliv.
- Calamophyllum Schwantes
- Carpobrotus N.E.Br
- Cephalophyllum (Haw.) N.E.Br.
- Cheiridopsis N.E.Br.
- Circandra N.E.Br.
- Conophytum N.E.Br
- Cylindrophyllum Schwantes
- Deilanthe N.E.Br.
- Dicrocaulon N.E.Br.
- Didymaotus N.E.Br.
- Dinteranthus Schwantes
- Diplosoma Schwantes
- Disphyma N.E.Br
- Dracophilus (Schwantes) Dinter & Schwantes
- Eberlanzia Schwantes
- Ebracteola Dinter & Schwantes
- Enarganthe N.E.Br
- Erepsia N.E.Br
- Esterhuysenia L.Bolus
- Fenestraria N.E.Br.
- Hallianthus H.E.K.Hartmann
- Hammeria Burgoyne
- Jacobsenia L.Bolus & Schwantes
- Jensenobotrya A.G.J.Herre
- Jordaaniella H.E.K.Hartmann
- Juttadinteria Schwantes
- Khadia N.E.Br.
- Lampranthus N.E.Br.
- Lapidaria Dinter & Schwantes
- Leipoldtia L.Bolus
- Lithops N.E.Br.
- Meyerophytum Schwantes
- Mitrophyllum Schwantes
- Monilaria Schwantes
- Namaquanthus L.Bolus
- Namibia (Schwantes) Dinter & Schwantes
- Nananthus N.E.Br.
- Nelia Schwantes
- Octopoma N.E.Br.
- Oophytum N.E.Br.
- Ottosonderia L.Bolus
- Peersia L.Bolus
- Pleiospilos N.E.Br.
- Prepodesma N.E.Br.
- Psammophora Dinter & Schwantes
- Ruschia Schwantes
- Sarcozona J.M.Black
- Schlechteranthus Schwantes
- Schwantesia Dinter
- Scopelogena L.Bolus
- Smicrostigma N.E.Br.
- Stayneria L.Bolus
- Stoeberia Dinter & Schwantes
- Tanquana H.Hartmann & Liede
- Titanopsis Schwantes
- Vanheerdea L.Bolus ex H.E.K.Hartmann
- Vanzijlia L.Bolus
- Vlokia S.A.Hammer
- Wooleya L.Bolus
- Zeuktophyllum N.E.Br.